# Rugby Europe U18 Championship 2017
El Rugby Europe U18 Championship del 2017 se disputó en Francia y fue la decimocuarta edición del torneo en categoría M18.

## Equipos participantes
- Selección juvenil de rugby de Bélgica
- Selección juvenil de rugby de Canadá
- Selección juvenil de rugby de España
- Selección juvenil de rugby de Estados Unidos
- Selección juvenil de rugby de Francia
- Selección juvenil de rugby de Georgia
- Selección juvenil de rugby de Japón
- Selección juvenil de rugby de Portugal

## Resultados

### Cuartos de final
- Los perdedores avanzan a la copa de plata

| 7 de abril | Francia | 36 - 9 | España |  |  |

| 7 de abril | Portugal | 26 - 5 | Estados Unidos |  |  |

| 7 de abril | Georgia | 43 - 3 | Canadá |  |  |

| 7 de abril | Japón | 36 - 10 | Bélgica |  |  |

### Semifinal de Plata
| 11 de abril | España | 26 - 22 | Estados Unidos |  |  |

| 11 de abril | Bélgica | 18 - 0 | Canadá |  |  |

### Semifinales Campeonato
| 11 de abril | Francia | 47 - 0 | Portugal |  |  |

| 11 de abril | Georgia | 42 - 17 | Japón |  |  |

### Séptimo puesto
| 15 de abril | Canadá | 13 - 12 | Estados Unidos |  |  |

### Quinto puesto
| 15 de abril | España | 55 - 7 | Bélgica |  |  |

### Tercer puesto
| 15 de abril | Japón | 22 - 16 | Portugal |  |  |

### Final
| 15 de abril | Francia | 36 - 18 | Georgia |  |  |

| Bandera de Francia |
| Campeón Francia    |
| Octavo título      |